# Schäferberg
Der Schäferberg, auch Kilometerberg genannt, ist eine natürliche Erhebung im Düppeler Forst auf der Insel Wannsee im Berliner Ortsteil Wannsee des Bezirks Steglitz-Zehlendorf. Mit 103,2 m ü. NHN ist er die fünfthöchste Erhebung in Berlin.
Der Gipfel des Schäferbergs erhebt sich etwa 1,2 Kilometer nordwestlich des Ortskerns von Wannsee und zwei Kilometer (jeweils Luftlinie) nordöstlich des Potsdamer Ortsteils Klein Glienicke. Geologisch zählt die Erhebung zur Teltow-Hochfläche, die sich vor rund 20.000 Jahren im Brandenburger Stadium der letzten Eiszeit bildete.
Wegen der Bundesstraße 1, dort Königstraße genannt, die auf 1,97 Kilometer Länge etwa 40 Meter Höhenunterschied überwindet, heißt die Erhebung auch Kilometerberg. An der Straße steht ein Gedenkstein für den ehemaligen KPD-Vorsitzenden John Schehr und die einstigen Widerstandskämpfer Erich Steinfurth, Rudolf Schwarz und Eugen Schönhaar, die hier 1934 angeblich „auf der Flucht“ von Schergen der NS-Diktatur erschossen wurden.
Der Schäferberg war einer der 62 Standorte eines optischen Telegrafen der von 1832 bis 1849 bestehenden Preußischen Telegrafenlinie Berlin–Koblenz. Auf dem Schäferberg steht der 1964 fertiggestellte und 212 Meter hohe Fernmeldeturm Schäferberg, der für die Öffentlichkeit nicht zugänglich ist.

## Einzelnachweise

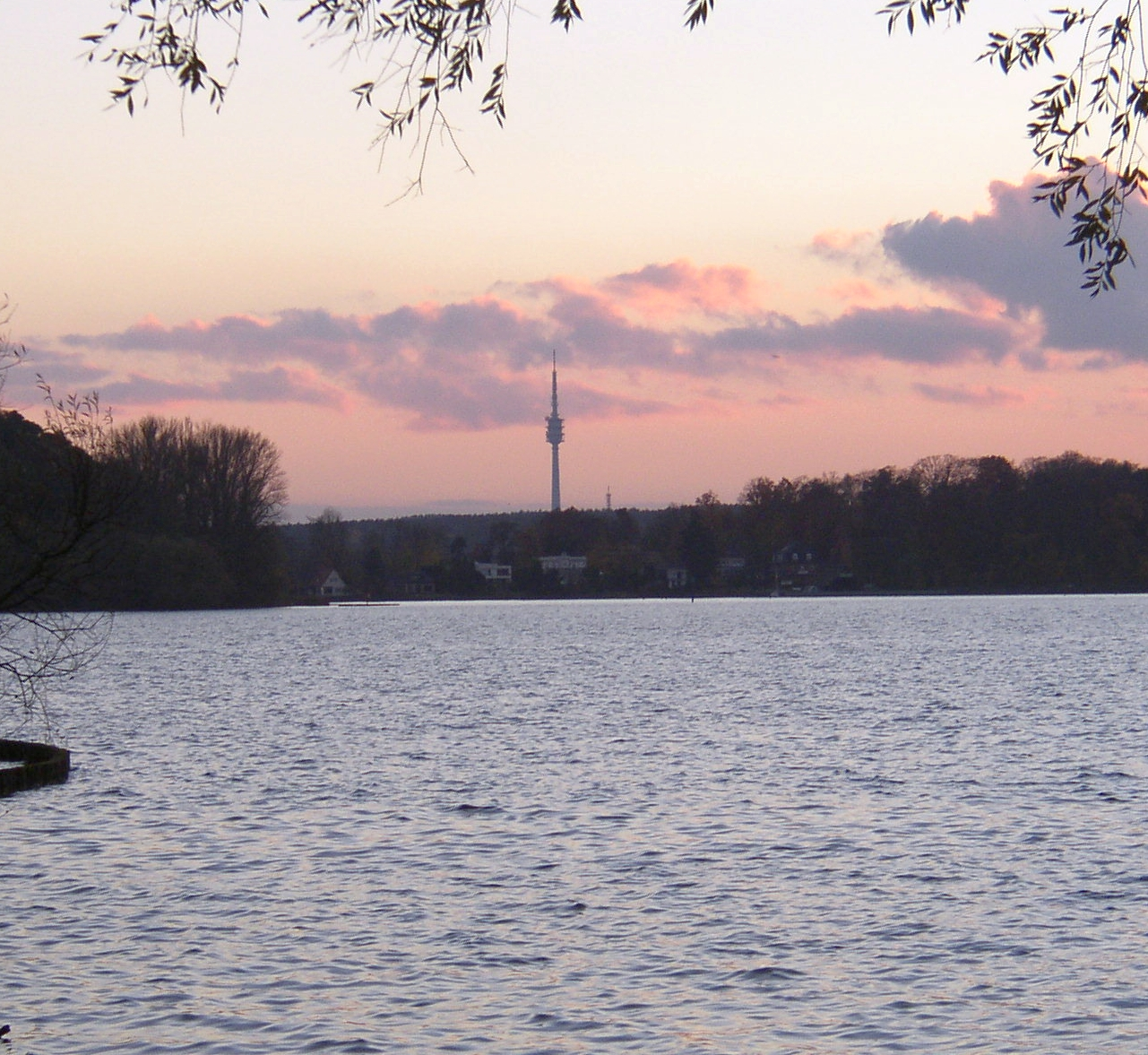
Der 212 m hohe Fernmeldeturm Schäferberg von der Großen Steinlanke aus gesehen